# اچ‌دی ۱۷۷۸۰۹
اچ‌دی ۱۷۷۸۰۹ یک ستاره است که در صورت فلکی شلیاق قرار دارد.